# 20293 Sirichelson
A 20293 Sirichelson (ideiglenes jelöléssel 1998 FQ72) a Naprendszer kisbolygóövében található aszteroida. A LINEAR projekt keretében fedezték fel 1998. március 20-án.